# 加金漢
43°13′N 22°02′E / 43.217°N 22.033°E

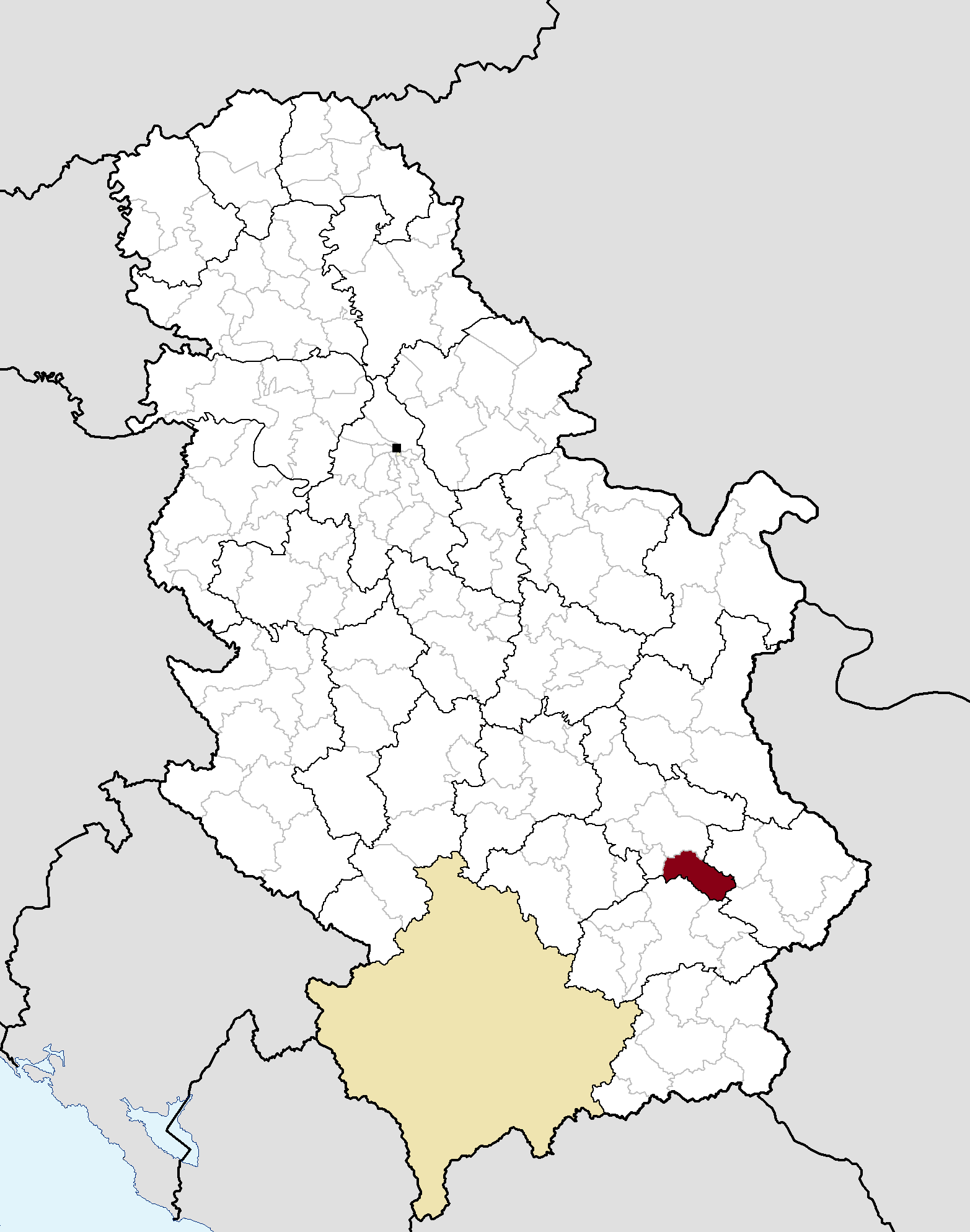

加金漢（塞尔维亚语：／），是塞爾維亞的城鎮，位於該國東南部，由尼沙瓦州負責管轄，面積325平方公里，海拔高度266米，2011年人口8,389，人口密度每平方公里26人。